# Thriller (film 1974)
Thriller (Thriller - en grym film) è un film svedese del 1973 diretto da Bo Arne Vibenius. La pellicola segue il filone del genere rape and revenge.

## Trama
Una bambina, Frigga, viene violentata in un parco da un pedofilo: il trauma la fa divenire muta. La ragazza cresce nella fattoria dei genitori, ma un giorno viene rapita da un uomo, Tony, che la fa divenire un'eroinomane, per poi diventare il suo magnaccia. Dopo aver ferito uno dei suoi clienti per rifiuto, Tony le cava un occhio con un bisturi per punizione. La ragazza decide così di risparmiare del denaro per comprare armi, imparare a guidare e alla fine avere la sua vendetta.

## Accoglienza
Secondo lo slogan il film fu il primo a essere totalmente bandito dal mercato svedese, ma già nel 1912 il film Trädgårdsmästaren era stato vietato nei cinema dell'epoca per la violenza e la crudezza di alcune immagini. Il film dura 104 minuti, ma in alcuni paesi come l'Inghilterra e gli Stati Uniti è stato censurato: nella prima il film ha raggiunto una lunghezza di 72 minuti, mentre negli USA il film dura 82 minuti.
Il film, che è nello stile rape and revenge, è stato omaggiato da Quentin Tarantino nei due volumi di Kill Bill con il personaggio di Elle Driver che, indossando una benda sull'occhio, ricalca quello di Frigga.

## Home Video
Nel 2004 e 2005 la Synapse Film ha realizzato due edizioni di Thriller in DVD.